# Stone (Staffordshire)
Stone – miasto w Anglii, w hrabstwie Staffordshire, w dystrykcie Stafford. Leży 11 km na północ od miasta Stafford i 208 km na północny zachód od Londynu. W 2001 miasto liczyło 14 258 mieszkańców.